# Josep Maria Fulquet i Vidal
Josep Maria Fulquet i Vidal (Barcelona, 23 de setembre de 1948) és un poeta, traductor i professor universitari, el nom de ploma del qual és Josep Maria Fulquet. Va ser col·laborador habitual en el diari Avui i les revistes Trípodos, Ars Brevis i Núvol. Professor a la Universitat Ramon Llull, ha fet traduccions de l'anglès, el francès i l'italià (Cartes d'aniversari de Ted Hughes, Premi Crítica Serra d'Or de traducció 2000) i va col·laborar en el Diccionari anglès-català (1983) de Salvador Oliva i Angela Buxton. També va traduir diverses obres audiovisuals, com el primer episodi de la sèrie Dallas.
La seva obra poètica, realista i centrada en la reflexió sobre el temps, va començar a Perillosa riba (1978) i ha continuat a Platges del temps (1980), De plata pur (2007) i Morir com un riu, que va guanyar el Premi Miquel de Palol de poesia l'any 2016.

## Obra
- Perillosa riba.  Barcelona: Edicions 62, 1978 (Els Llibres de l'escorpí;47).
- Platges de temps.  Barcelona: Edicions 62, 1980 (Els Llibres de l'escorpí;58). ISBN 978-84-2971-594-1.
- De plata pur.  Barcelona: Angle, 2007 (Punts cardinals;3). ISBN 978-84-9652-177-3.
- Morir com un riu.  Barcelona: Proa, 2016 (Els Llibres de l'Óssa Menor;353). ISBN 978-84-7588-647-3. (Premi Miquel de Palol de Poesia 2016)
- Natura d'infinit.  Barcelona: Edicions 62, 2016 (Poesia;164). ISBN 978-84-2977-557-0.
- Shakespeare en la veu dels traductors catalans.  Catarroja: Editorial Afers, 2017 (Recerca i pensament;88). ISBN 978-84-1626-044-7.
- Ample vol de la nit.  Barcelona: Proa, 2018 (Els Llibres de l'Óssa Menor;360). ISBN 978-84-7588-703-6. (Premi Carles Riba de Poesia 2017)
- Domini fosc.  Palma: Lleonard Muntaner Editor, 2021 (La Fosca;52). ISBN 978-84-1875-811-9. (Premi Pare Colom de Poesia 2021)

## Premis literaris
- 2000 - Premi Crítica Serra d'Or: traducció de Cartes d'aniversari, de Ted Hughes.
- 2016 - Premi Miquel de Palol de poesia: Morir com un riu.[3]
- 2017 - Premi Carles Riba de poesia: Ample vol de la nit.[4]
- 2021 - Premi Pare Colom de poesia: Domini fosc[5]